# Prova d'acquisto
La prova d'acquisto o tagliando di controllo è generalmente un talloncino o parte di etichetta della confezione di un prodotto di marca comprovante l'avvenuto acquisto di tale prodotto.
Questo tipo di etichetta, peculiarità del mercato italiano, non è richiesto da alcuna legge o norma, ma nasce da esigenze del reparto vendite del produttore.
Molti produttori utilizzano la prova d'acquisto  per i concorsi a premi, al fine di fidelizzare i consumatori.